# Ocena tłumaczenia maszynowego
Istnieją rozmaite metody oceny tłumaczenia maszynowego (ang. machine translation).

## Tłumaczenie „tam i z powrotem” (ang.round-trip translation)
Tłumaczenie „tam i z powrotem” (ang. round-trip translation, back translation) jest najbardziej wszechobecną metodą ewaluacji. Polega ono na ocenie silnika tłumaczenia maszynowego poprzez przetłumaczenie tekstu ze źródłowego języka na język docelowy, a następnie z powrotem na język źródłowy wykorzystując ten sam silnik.
Chociaż intuicyjnie ta metoda wydaje się być dobra, pokazano, że tłumaczenie „tam i z powrotem” jest słabym wyznacznikiem jakości. Przyczyna tej słabości jest dość intuicyjna. Metoda tłumaczenia “tam i z powrotem” nie testuje jednego systemu, ale dwa: parę językową silnika do tłumaczenia na język docelowy oraz parę językową tłumaczącą z powrotem na język docelowy.
Rozważmy dwa poniższe przykłady tłumaczenia “tam i z powrotem” z języka angielskiego na włoski i portugalski (Somers 2005):
| Tekst oryginalny          | Select this link to look at our home page.                      |
| Przetłumaczony            | Selezioni questo collegamento per guardare il nostro Home Page. |
| Przetłumaczony z powrotem | Selections this connection in order to watch our Home Page.     |
| Tekst oryginalny          | Tit for tat          |
| Przetłumaczony            | Melharuco para o tat |
| Przetłumaczony z powrotem | Tit for tat          |
W pierwszym przykładzie, gdzie tekst jest przetłumaczony na język włoski, a później z powrotem na angielski, mimo że angielski tekst jest znacznie zniekształcony, wersja włoska jest solidnym tłumaczeniem. W drugim przykładzie, mimo że tekst przetłumaczony z powrotem na angielski jest doskonały, tłumaczenie portugalskie nie ma żadnego sensu.
Tłumaczenie „tam i z powrotem” może być użyteczne do generowania śmiesznych wyrażeń, metoda ta jest niedoskonała, jeśli chodzi o wszelkie poważne studia jakości danych wyjściowych tłumaczenia maszynowego.

## Ocena przez człowieka
W tym akapicie opisane zostaną dwa projekty, które miały znaczący wpływ na rozwój tej dziedziny lingwistyki komputerowej jaką jest tłumaczenie automatyczne:
- Projekt komisji ALPAC, mający na celu ocenić postęp dokonujący się w lingwistyce komputerowej, a w szczególności w tłumaczeniu maszynowym. W wyniku raportu opublikowanego w 1966 roku, który bardzo sceptycznie odnosił się do dotychczasowych badań przeprowadzanych nad udoskonalaniem tłumaczenia maszynowego, rząd Stanów Zjednoczonych zdecydował się znacząco zmniejszyć fundusze na rozwój tej dziedziny.
- Projekt „Human Language Technologies Program” agencji ARPA, w ramach którego stworzona została metodologia oceny systemów do tłumaczenia automatycznego, która używana jest do dziś.

### Eksperyment przeprowadzony przez ALPAC (Automatic Language Processing Advisory Committee)
Komisja ALPAC powołana została w 1964 przez rząd Stanów Zjednoczonych. Złożona była z siedmiu naukowców pod przewodnictwem Johny’ego R. Pierce’a. W raporcie przygotowanym przez komisję znaczące miejsce odgrywał eksperyment porównujący tłumaczenie stworzone przez człowieka z tłumaczeniem maszynowym.
Podstawą ewaluacji ustanowiono dwa kryteria: zrozumiałość oraz wierność oryginałowi. Oceniane były tłumaczenia dokonane przez systemy do tłumaczenia automatycznego z języka rosyjskiego na język angielski. Sędziami oceniającymi poprawność tłumaczenia były odpowiednio dobrane osoby. Sędziowie dzielili się na dwie grupy:
- „Jednojęzyczni” – osoby, których językiem ojczystym był angielski i które nie posiadały żadnej wiedzy o języku oryginalnym tłumaczonych tekstów – w tym wypadku rosyjskim.
- „Dwujęzyczni” – osoby, których językiem ojczystym był angielski i które posiadały bardzo dobrą znajomość rosyjskiego (również terminów naukowych).

Zrozumiałość oceniana była w skali 1-9, bez odniesienia do oryginalnego zdania w języku rosyjskim. Wierność tłumaczenia natomiast oceniania była z pośrednim odniesieniem do oryginału: sędziowie otrzymywali zdanie przetłumaczone przez system oraz jego wzorcowe tłumaczenie wykonane przez człowieka. Musieli postarać się wynieść jak najwięcej informacji ze zdania przetłumaczonego przez system tłumaczenia maszynowego, a następnie ocenić, ile nowych informacji wniosło zdanie wzorcowe względem badanego tłumaczenia. Im wyższą ocenę postawili, tym gorsza była wierność tłumaczenia maszynowego. Wniesienie nowych informacji przez tłumaczenie wzorcowe oceniane było w skali 0-9.
Przygotowana przez autorów eksperymentu skala zawierała dla każdej oceny opis słowny, aby ocena wydana przez sędziów była jak najbliższa rzeczywistej wartości tłumaczenia. Przykładowe opisy skali oceniania zrozumiałości:
- „9 – Idealnie jasne i zrozumiałe. Czyta się jak zwykły tekst, brak jakichkolwiek błędów stylistycznych”
- „5 – Ogólny sens jest zrozumiały dopiero po głębokim zastanowieniu, ale wtedy jest się pewnym, że rozumienie jest poprawne. Słaby dobór słów, groteskowa składnia, pozostawione nieprzetłumaczone słowa i tym podobne błędy tłumaczenia, jednak stanowią one tylko „szum”, z którego można wydobyć ogólny sens.”
- „1 – Kompletnie niezrozumiałe. Wydaje się, że nie jest się w stanie wyłowić sensu, obojętnie jak długo by się nie zastanawiać”

Przykładowe opisy skali oceniania ilości informacji wnoszonej przez tłumaczenie wzorcowe względem ocenianego tłumaczenia:
- „9 – Wnosi niesamowicie wiele nowych informacji (…) Ocena 9 powinna być zawsze przyznana kiedy tłumaczenie wzorcowe całkowicie zmienia lub odwraca znaczenie przekazane przez badane tłumaczenie”
- „1 – nie wnosi nowych informacji; nowe znaczenie nie jest dodane, zrozumiałość zdania nie jest poprawiona”
- „0 – wzorcowe tłumaczenie zawiera mniej informacji niż badane tłumaczenie. System tłumaczący dodał pewne znaczenia aby sprawić, żeby tekst stał się bardziej zrozumiały”

Powyżej opisana procedura ewaluacji tłumaczeń została przeprowadzona dla sześciu tłumaczeń: trzech tłumaczeń maszynowych i trzech wykonanych przez człowieka. Tłumaczone były fragmenty rosyjskiej publikacji zróżnicowane pod względem treści.
W wyniku tego eksperymentu pokazano, że tłumaczenie wykonywane przez ludzi jest dużo lepszej jakości niż tłumaczenie maszynowe. Pośród różnych ocenianych tłumaczeń automatycznych znalazły się lepsze i gorsze, jednak średnio tłumaczenia te otrzymywały oceny w środku skali pomiędzy najlepszym a najgorszym możliwym tłumaczeniem.

### Human Language Technologies Program prowadzony przez agencję ARPA
W ramach tego programu ARPA stworzyła metody ewaluacji systemów tłumaczenia maszynowego, które używane są do dzisiaj.
Program ewaluacji zakładał testowanie systemów tłumaczenia wykorzystujących różnorodne metody tłumaczenia: statystyczne, bazujące na regułach gramatycznych oraz wspomagane przez człowieka.

## Automatyczna ocena
Miara ewaluacji danych wyjściowych tłumaczenia maszynowego jest miarą jakości tych danych. Jakość tłumaczenia jest z natury subiektywna, nie ma obiektywnego czy wymiernego „dobra”. Dlatego też zadaniem każdej miary jest przypisanie punktów jakości w taki sposób, aby korelowały z ludzkim osądem jakości. Miara powinna wysoko punktować te tłumaczenia, które i ludzie oceniliby wysoko, a nisko te, którym ludzie daliby mało punktów. Ludzki osąd jest wykorzystywany jako punkt odniesienia do oceniania automatycznych miar, jako że ludzie są odbiorcami danych wyjściowych tłumaczenia.
Korelacja między miarą a ludzkim osądem jest ogólnie przeprowadzana na dwóch poziomach. Na poziomie zdania punkty są obliczane przez miarę dla zbioru przetłumaczonych zdań, a następnie korelowane z ludzkim osądem dla tych samych zdań. Na poziomie korpusu punkty za zdania są sumowane za zarówno ludzki osąd, jak i za miarę, a następnie te sumy są korelowane. Banerjee et al. (2005) przedstawili liczby, które pokazują, że korelacja na poziomie zdań jest znacznie gorsza niż ta na poziomie korpusu (przynajmniej na ich miarach).
Nawet jeśli miara dobrze koreluje się z ludzkim osądem na jednym korpusie, nie znaczy to, że poradzi sobie z innym korpusem. Dobra wydajność miary poprzez typy tekstu albo domeny jest ważna dla możliwości wielokrotnego wykorzystania tej miary.
Kolejnym ważnym czynnikiem użyteczności miary ewaluacji jest posiadanie dobrej korelacji, działającej nawet z niewielkimi ilościami danych. Turian et al. (2003) piszą, że „Każda miara oceny tłumaczenia maszynowego jest mniej solidna na krótszych tłumaczeniach” i pokazują, że zwiększając ilość danych zwiększamy niezawodność miary. Jednakże dodaję, że „…solidność na krótszych tekstach, tak krótkich jak jedno zdanie lub nawet jedna fraza, jest wysoce pożądane, ponieważ solidna miara oceny tłumaczenia maszynowego może znacznie przyspieszyć analizę badawczą danych”.
Banerjee et al. (2005) podkreślają pięć atrybutów, które powinna posiadać dobra automatyczna miara: korelacja, czułość, konsekwencja, solidność i ogólność. Każda dobra miara musi wysoce korelować z ludzkim osądem, musi być konsekwentna: dawać podobne rezultaty tego samego tłumaczenia maszynowego na podobnym tekście. Musi być czuła na różnice między systemami tłumaczenia maszynowego i solidna w tych systemach, które podobnie oceniają. Miara musi być ogólna – powinna działać z różnymi domenami tekstu, w różnych zakresach scenariuszy i zadań tłumaczenia automatycznego.

### BLEU
BLEU jest jedną z pierwszych miar, które wykazały wysoką korelację ludzką oceną jakości. Jest ona obecnie jedną z najpopularniejszych metod w tym polu. Jej główna idea brzmi „im bliższe tłumaczenie maszynowe jest profesjonalnemu tłumaczeniu ludzkiemu, tym jest lepsze”. Miara ta oblicza punkty za indywidualne segmenty, zwykle zdania, a następnie liczy średnią tych punktów na całym korpusie. Udowodniono, że wysoko koreluje ona z ludzkim osądem jakości na poziomie korpusu.
BLEU wykorzystuje zmodyfikowaną formę precyzji, aby porównać tłumaczenie kandydujące z wieloma nawiązującymi (wzorcowymi) tłumaczeniami. Miara modyfikuje prostą precyzję, ponieważ systemy tłumaczenia maszynowego generują więcej słów niż istnieje w tekście wzorcowym.

### NIST
Miara NIST jest oparta na mierze BLEU z pewnymi przeróbkami. Podczas gdy BLEU liczy n-gramy precyzji dodając równe wagi do każdego z nich, NIST liczy również jaką wartość informacji niesie ze sobą konkretny n-gram. Czym rzadszy jest n-gram, tym większą wagę będzie miał przypisaną.
Na przykład: jeśli dwugram „być może” jest poprawnie dopasowany, otrzyma on niższą wagę niż dwugram „interesujące obliczenia”, gdyż jest mniej prawdopodobne, że on wystąpi. NIST różni się od BLEU także liczeniem „kary zwięzłości”, o ile małe różnice w długości tłumaczenia nie mają tak wielkiego wpływu na cały przyznany wynik.

### WER
Współczynnik błędu rozpoznawania słów (ang. WER – Word Error Rate) jest metryką, która bazuje na odległości Levensteina. Przykładowo, odległość Levensteina pomiędzy słowami „mama” i „matka” wynosi 2, ponieważ wyrazy te różnią się dwiema literami (drugie m w wyrazie „mama” zmienione na t oraz dołożone k). Różnica pomiędzy tą metryką a WER polega na tym, że metryka Levensteina określa odległość pomiędzy literami, natomiast WER opisuje odległość pomiędzy słowami. Początkowo WER był używany do ewaluacji systemów rozpoznawania mowy, jednak wykorzystuje się go również w ocenie tłumaczenia maszynowego. Metryka ta bazuje na obliczeniu ilości słów, które różnią się, jeśli porówna się tekst otrzymany w wyniku tłumaczenia maszynowego i wzorcowego tłumaczenia referencyjnego wykonanego przez człowieka.
Nieco zmodyfikowaną metryką jest metryka PER. Określa ona współczynnik błędu rozpoznawania słów niezależny od pozycji (ang. PER: position-independent word error rate).

### METEOR
Metryka METEOR została stworzona, aby uzupełnić niektóre braki metryki BLEU. Metryka ta bazuje na ważonej średniej harmonicznej precyzji i odwołań.
METEOR zawiera także inne cechy, których nie znajdziemy w innych metrykach. Są to na przykład: dopasowanie synonimów (metryka dopasowuje nie tylko słowa będące dosłownym tłumaczeniem, ale również wyrazy bliskoznaczne). Przykładowo, jeśli słowo „dobry” występuje w tłumaczeniu referencyjnym a słowo „niezły” występuje w ocenianym tłumaczeniu, system ewaluujący policzy to jako dobre dopasowanie. Metryka zawiera również narzędzie, które odwołuje się do formy bazowej danego słowa i dopasowuje formy podstawowe.
Dodatkowym atutem tej metryki jest modularna implementacja, która pozwala na łatwe dodawanie nowo utworzonych modułów.